# Octodon
Octodon é um gênero de roedor da família Octodontidae.

## Espécies
- Octodon bridgesi Waterhouse, 1845
- Octodon degus (Molina, 1782)
- Octodon lunatus Osgood, 1943
- Octodon pacificus Hutterer, 1994